# 신광한
신광한(申光漢, 1484년 7월 28일 ~ 1555년 윤11월 2일)은 조선 전기의 문신으로, 본관은 고령(高靈), 자는 한지(漢之)·시회(時晦), 호는 낙봉(駱峰)·기재(企齋)이다. 신숙주(申叔舟)의 손자이다.

## 생애
중종 때 문과에 급제하여 1512년에 홍문관정자가 되었으며 이후 부수찬, 공조좌랑, 수찬, 정언, 홍문관부교리, 헌납, 시독관, 홍문관교리, 시강관, 공조정랑 등을 지내고 다시 사간원헌납을 거쳐서 부응교, 응교, 사간원사간, 홍문관전한을 거쳐서 1518년에 당상관으로 올라서 성균관대사성이 되었으며 연이어 사간원대사간으로 승진했다. 대사성과 대사간을 하면서 사회개혁에 힘을 썼고 이후 이조참의로 승진하여 조광조와 함께 사회개혁을 위해 힘썼다. 이후 승정원도승지가 되어서 중종을 보필하게 되었으나, 도승지 시절이던 1519년에 기묘사화가 일어나면서 파직당하고 유배되었다. 하지만 이후 삼척부사로 복직했으나, 1521년에 신사무옥에 연루되어 다시 파직되었다. 하지만 1538년에 김안로가 처형당한 이후 다시 복직하여 성균관대사성과 사간원대사간을 했으며, 이후 경기도관찰사를 거쳐서 한성부우윤, 병조참판, 사헌부대사헌을 하면서 특진관을 하게 되었으며 연이어서 세자우부빈객을 겸하게 되었다. 그 이후에는 형조참판, 호조참판을 거쳐서 한성부판윤이 되었으며 그 이후 형조판서로 승진하여 다시 특진관을 겸했다. 이후 지중추부사, 지돈녕부사로 물러나서 동지사로 명나라에 다녀온 뒤, 다시 이조판서로 임명되었으며 그 이후 우참찬이 되었다. 이후 을사사화에 소윤으로 대윤을 몰아내는 데 가담하여 위사공신에 책록되었으며 이후에는 지의금부사를 거쳐서 좌참찬으로 승진했다. 연이어서 예조판서로 임명되어서 지경연사를 겸했으며, 연이어 대제학이 되어서 지성균관사를 겸했다. 이후 우찬성을 거쳐서 좌찬성이 되었다.
시호는 문간(文簡)이다.

## 평가
학문에 뛰어나서 글을 잘 썼으며, 청렴하고 인사를 공정히 했으며, 선비들을 많이 등용하였다. 사후 문간공으로 시호가 내려졌다.

## 가족 관계
- 증조 - 신장(申檣, 1382년 ~ 1433년) : 공조참판(工曹參判)
  - 조부 - 신숙주(申叔舟, 1417년 ~ 1475년) : 영의정(領議政), 고령부원군(高靈府院君), 문충공(文忠公)
    - 아버지 - 신형(申泂, 1449년 ~ 1487년) : 내자시정(內資寺正), 증(贈) 우의정(右議政)
    - 어머니 - 사포(司圃) 정부(鄭溥)의 딸[3][1]
      - 형 - 신광윤(申光潤)[3] : 한성부참군(漢城府參軍), 증 좌승지(左承旨), 신식(申湜, 1551년 ~ 1623년)의 증조
      - 형 - 신광택(申光澤)[3]
      - 전처 - 면산군수(錦山郡守) 임만근(林萬根)의 딸[1]
        - 첫째 사위 - 정형(鄭衡)[1] : 사직서령(社稷署令)
        - 둘째 사위 - 심의검(沈義儉)[1] : 의빈부경력(儀賓府經歷), 증 영의정, 심대(沈岱, 1546년 ~ 1592년)의 아버지

      - 후처 - 석성현감(石城縣監) 오옥정(吳玉貞)의 딸[1]
        - 장남 - 신혁(申㴒)[1] : 생원(生員)
        - 차남 - 신진(申津, 1527년 ~ ?)[1] : 황해도도사(黃海道都事)
        - 셋째 사위 - 이순신(李純臣)[1]
        - 넷째 사위 - 심순(沈荀, 1525년 ~ 1572년)[1] : 풍덕군수(豊德郡守)